# Little Cottonwood Creek Valley
Little Cottonwood Creek Valley é uma Região censo-designada localizada no estado norte-americano de Utah, no Condado de Salt Lake.

## Demografia
Segundo o censo norte-americano de 2000, a sua população era de 7221 habitantes.

## Geografia
De acordo com o United States Census Bureau tem uma área de
6,7 km², dos quais 6,7 km² cobertos por terra e 0,0 km² cobertos por água.

## Localidades na vizinhança
O diagrama seguinte representa as localidades num raio de 8 km ao redor de Little Cottonwood Creek Valley.